# ホンダ・アコードユーロR
アコードユーロR（Accord euro-R）は、本田技研工業がかつて生産、販売していたセダン型の乗用車である。6代目および7代目アコードのスポーツバージョンとして設定されていた。

## 初代 CL1型（2000-2002年）
2000年6月1日、6代目アコードに設定されていたMT専用のスポーツグレード「SIR-T」と入れ替わる形で新たに誕生したスポーツバージョンで、姉妹車トルネオにも外観以外は同スペックの「トルネオユーロR」として同時に設定された。すでに欧州仕様アコードには「タイプR」が設定されており、本車その日本仕様ともいえる。
ピュアスポーツ路線の日本仕様「タイプR」シリーズ（NSXタイプR、インテグラタイプR、シビックタイプR）とは趣が異なり、そのコンセプトはセダンとしての扱いやすさとスポーツ性の両立にある。走行フィーリングはよりマイルドに仕上げられ、室内は大人4人が乗車しても十分な広さが確保されている。また車体ロゴの「R」文字はタイプR同様の赤文字であるが、字体はタイプRのそれとは別のものが使用されている。
搭載されるエンジンは、プレリュードタイプSに搭載されるH22A型を専用チューニングしたもので、欧州仕様「タイプR」を凌ぐ最高出力220 PSを発生する。
アコードの他グレードとは一線を画し、エアロパーツに加え、レカロ社製バケットシート、モモ社製ステアリング・ホイールなど、走行面が専用装備が追加されている。なお、「タイプR」シリーズにはチタン製のシフトノブが装備されていることが多いが、「ユーロR」のそれはアルミ製である。
最終型では特別仕様の「ユーロR-X」が追加され、専用ボディカラー、専用色レカロ社製バケットシート（一部内装）、トランクスポイラー、プライバシーガラス、チタン製シフトノブが装備された。

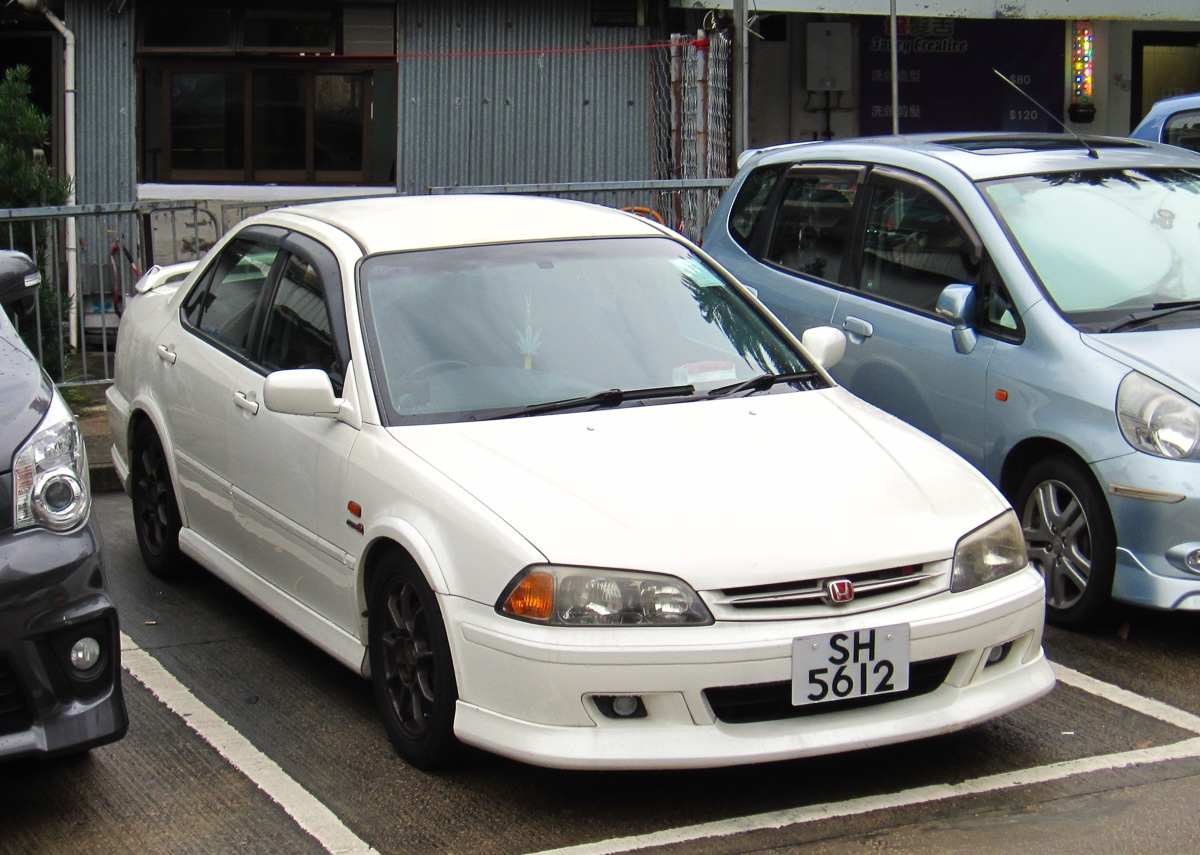
トルネオユーロR

## 2代目 CL7型（2002-2008年）
2代目となるCL7型アコードユーロRは2002年10月10日の7代目アコード発売当初から設定され、同時にトルネオ廃止によりユーロRはアコードへ一本化された。K20A型エンジンは排気量こそ減少したが、最高出力は先代と同一の220PSを維持した。DC5型インテグラタイプRに搭載されている同型機種に2次バランサーを装備し、ブロックの肉厚を上げるなどの改良をしたことで静粛性を確保するとともに性能特性を変えている。トランスミッションは7代目アコードで唯一となる6速MTが搭載された。
走り、居住性、デザインといったクルマの本質を徹底的に引き上げ、そのすべての要素に「質の深さ」を求めたアコードの中で、快適性はそのままに、スポーツという性能にさらにこだわり走りに磨きをかけている。
ボディのCd（空気抗力係数）値は0.26と良好で、高速安定性や燃費の向上、風切り音の低減が図られている。また、アクセルペダルは乗用車では珍しいオルガンペダルを採用している。
トランスミッションでは1-2速をトリプルコーン、3-6速をダブルコーンの全段マルチコーンシンクロを採用し、シフト荷重を30％低減した。ストロークも50mmに短縮するとともにシフトノブの配置をドライバーに近づけるなど、軽快なシフト操作と心地よい操作フィールを実現している。また、トルク感応型ヘリカルLSDがアンダーステアの少ないコーナリングと、シャープな立ち上がり加速を実現。
2005年11月24日にマイナーチェンジが行なわれた。かつて光岡自動車では、同社の認定中古車制度を利用してこのモデルをベースに光岡・ヌエラユーロRが生産されたことがあった。

## モータースポーツ
イタリアのNテクノロジーが、2008年の世界ツーリングカー選手権（WTCC）に、同じくイタリアのJASモータースポーツが開発したマシンを使用し参戦している（ドライバーはジェームス・トンプソン）。同年のWTCC・岡山国際サーキット戦からは、エンジン供給をM-TECが担当することになった。